# 三菱電機伊丹製作所
座標: 北緯34度45分25秒 東経135度25分33秒 / 北緯34.757004度 東経135.425967度
三菱電機伊丹製作所（みつびしでんきいたみせいさくしょ）とは、兵庫県尼崎市にある、創業地である神戸製作所と並ぶ三菱電機最大級の製作所・工場である。通称「伊電」。
社会システム事業本部配下の伊丹製作所、電子システム事業本部配下の通信機製作所、通信システム事業本部配下のコミュニケーション・ネットワーク製作所、電力産業システム事業本部配下の系統変電システム製作所、および同社最大の研究所である先端技術総合研究所と生産技術センターは、同じ敷地内に同居している。

## 概要
- 敷地面積：約86ヘクタール  （阪神甲子園球場22個分）
- 従業員数：1611名　（系統変電システム製作所を含む。同敷地内の通信機製作所、先端技術総合研究所を合わせると、5000人を超える）

## 生産品
- 鉄道車両向け電機機器（三菱電機における交通事業関連の売上のシェアの70%を誇る[要出典]）
- 列車情報管理システム
- CBTC地上装置[2]
- 交通変電及び受電機器、電力管理システム

## 過去の生産品
- 無線機、航空計器
- 変圧器
- 整流器
- 遮断器等の電力用開閉器
- 溶接機
- 光センサー、太陽光発電システム
- ハードディスクドライブ（FXD）
- 光ディスクドライブ（ODD）
- エキシマレーザー、YAGレーザー、ウラン濃縮用レーザーシステム

この他に、電気バスを試作したこともあり、伊丹市交通局で運行に供されていた。
また、同一敷地内に所在するコミュニケーション・ネットワーク製作所の生産品として一般に知られたものとしては、NTTドコモ向けなどをはじめとする携帯電話があった。

## 沿革
- 1921年1月15日 - 三菱造船電機製作所（神戸）から、三菱電機株式会社が独立。（創立記念日は、2月1日）
- 1940年12月1日 - 神戸製作所の分工場（大阪工場）として設立（所在地は当時川辺郡園田村に属していた）。
- 1942年7月 - 大阪製作所として独立。
- 1944年1月 - 伊丹製作所に改称。
- 1945年4月 - 神武稲野製作所に改称。
- 1945年8月 - 再び伊丹製作所に改称。
- 1946年1月 - 労働組合結成。
- 1946年2月 - 職員組合結成。
- (1947年（昭和22年）3月1日、園田村が尼崎市に編入されたことにより、所在地が尼崎市内となる)
- 1948年3月 - 労働組合と職員組合が統合し、伊丹労働組合結成。
- 1953年10月 - 無線機製造部門が分離し、無線機製作所（現　通信機製作所）として独立。
- 1964年5月 - 伊丹製作所所管内に、小型遮断器・断路器等の量産工場として、三田工場を設立。
- 1972年6月 - 伊丹製作所所管内に、外鉄形大型変圧器製造部門を移管し、赤穂工場を設立。
- 1973年4月 - 応用機製造部を、応用機工場に改編。
- 1977年4月 - 赤穂工場が赤穂製作所として独立。
- 1979年10月 - 応用機工場を、再び応用機製造部として編入。
- 1986年
  - 7月 - 伊丹製作所構内にリニアモータ電車総合試験設備を設置[3]。
  - 10月 - 三田工場が三田製作所として独立。
- 1997年6月 - 伊丹製作所、赤穂製作所、神戸製作所の一部、本社の一部を統合し、系統変電・交通システム事業所となる。
- 2001年4月 - 応用機製造部を、多田電機株式会社に移管。
- 2002年10月 - 系統変電・交通システム事業所を、交通システム事業所、伊丹・赤穂地区統括事務所、ティーエム・ティーアンドディー株式会社（株式会社東芝との合弁会社、2005年4月に解消、現　系統変電システム製作所）に分割。
- 2005年4月 - 交通システム事業所、伊丹・赤穂地区統括事務所を統合し、再び伊丹製作所に改称。
- 2015年 - 岐阜県恵那市の恵那テクノプラザに恵那工場を設立。
- 2024年4月 - 長崎製作所を統合し、同製作所を長崎工場に改称[4]。

## 名称について
当製作所は何度か名称の変遷を経ているが、伊丹市内に所在したことは一度もない。にもかかわらずこの名称が用いられている理由については諸説ある。
- 当時の園田村の知名度が低く、また立地が尼崎市より伊丹市の中心部に近かった[5]。
- 園田村が伊丹市に編入されるという予測を立てたため（伊丹市在住の郷土史家による）[6]。
- 兵庫県庁から「大阪製作所」の名前についてクレームが付いた際に「伊丹」としたが、その理由は不明（神戸新聞の取材に応じた三菱電機担当者）[6]。

ちなみに、高周波光デバイス製作所（旧・北伊丹製作所）は旧名の通り伊丹市内に所在する。タクシーを利用して向かう場合、伊丹製作所へは「塚口の三菱電機」、高周波光デバイス製作所へは「瑞ヶ池の三菱電機」と言って運転手に指示することがある。

## 歴代所長
- 初代工場長 - 山口 末三郎　（1940年 - 1941年）
- 初代所長（第2代工場長） - 關 義長　（1941年 - 1945年）
- 第2代所長 - 石黒 九一　（1945年 - 1947年）
- 第3代所長 - 松本 惠作　（1947年 - 1948年）
- 第4代所長 - 弘田 實禧　（1948年 - 1954年）
- 第5代所長 - 大中 臣輔　（1954年 - 1958年）
- 第6代所長 - 田宮 利彦　（1958年 - 1964年）
- 第7代所長 - 松田 新市　（1964年 - 1966年）
- 第8代所長 - 竹内 真一　（1966年 - 1969年）
- 第9代所長 - 片岡 高示　（1969年 - 1973年）
- 第10代所長 - 今北 孝次　（1973年 - 1975年）
- 第11代所長 - 潮 恒郎　（1975年 - 1980年）
- 第12代所長 - 志村 勲　（1980年 - 1983年）
- 第13代所長 - 阿澄 一興　（1983年 - 1985年）
- 第14代所長 - 岡本 元　（1985年 - 1989年）
- 第15代所長 - 山内 敦　（1989年 - 1991年）
- 第16代所長 - 久山 研一　（1991年 - 1993年）
- 第17代所長 - 河村 博敏　（1993年 - 1997年）
- 第18代所長 - 新野 修平　（1997年 - 1999年）
- 第19代所長 - 大沼 昭栄　（1999年 - 2002年）
- 第20代所長 - 伊藤 克明　（2002年 - 2002年）
- 第21代所長 - 金田 順一郎　（2002年 - 2006年）
- 第22代所長 - 小尾 秀夫　（2006年 - 現職）

## 養成学校
かつては中学卒業者を対象にした年限3年の養成学校（企業内学校）が設けられており、養成工として給与を受けながら学科と実技の習得が可能だった。落語家の2代目桂枝雀が中学卒業後に在籍したことがある（2年で退職）。

## リニアモータ電車総合試験設備
1986年（昭和61年）7月、当製作所内に鉄輪式リニアモーター方式の車両が搬入され、構内に建設した試験線を使用して走行試験を開始した。製造された鉄輪式リニアモーター方式の車両は、日本国内では2番目となる車両（試験車）である。
鉄輪式リニアモーター方式は、既に三菱電機を含む日本地下鉄協会（JSA）が中心となって行う研究・開発を行っていたが、これとは別に三菱電機独自にリニアモーター車両の試験・検証を行うため、当製作所内に「リニアモータ電車総合試験設備」を建設したものである（現存しない）。
場所は構内の南西の場所であり、試験線の全長はおよそ400 mである。試験棟側を起点として、南方向に向かって171 mの直線区間があり（既設線路）、半径50 mの急曲線で東方向に90度向きを変え、80 ‰の急勾配を上って150 mの直線区間（高架構造）に至る（新設区間）。架空電車線方式、直流750 V電化、1,067 mm軌間（狭軌）である。最高速度は既設区間で30 km/h、新設区間を含めると40 km/hである。
車両は三菱電機独自の小型試験車両（片運転台）が1両製造された。車体は普通鋼製、車輪径は500 mm、主電動機は70 kW出力の三相リニア誘導電動機（車軸装架方式・ギャップ（空隙）は12 mm）である（主電動機は片側の台車のみ取り付け）。研究開発費の節約のため1両のみとされ、室内には床下に収まらなかった補助電源装置と空気圧縮機、計測器ユニットなどを搭載している。

## アクセス
- 福知山線（JR宝塚線）猪名寺駅 徒歩約5分
- JR宝塚線塚口駅徒歩約10分
- 阪急塚口駅徒歩約15分

JR宝塚線に「三菱電機前踏切」、阪急伊丹線に「三菱踏切」が存在する。また、かつては阪急塚口駅に当製作所の従業員専用「通勤専用出口」が設けられていた。